# Sapintus canaliculatus
Sapintus canaliculatus es una especie de coleóptero de la familia Anthicidae.

## Distribución geográfica
Habita en Venezuela.